# Oceanus Procellarum
Oceanus Procellarum (Océano de las Tormentas), a veces llamado cuenca Procellarum, es un vasto mar lunar, que se encuentra en el margen oeste de la cara visible de la Luna. Es el mayor de los mares lunares, se extiende a lo largo de unos 2500 kilómetros de norte a sur, cubriendo una superficie aproximada de 1 692 000 km² (superior a la suma de las superficies de Francia, Italia, España y Portugal).
Tal como los otros mares lunares, Procellarum se formó por antiguas inundaciones de lava, que generaron una superficie basáltica relativamente llana al solidificarse. Sin embargo, algunos autores consideran que el origen del Oceanus Procellarum es una enorme cuenca de impacto de 3000 kilómetros de diámetro (que, de corroborarse, estaría entre los mayores cráteres de impacto del sistema solar), no está claro que haya sido un impacto lo que dio origen a la cuenca, como es el caso de otros mares lunares, e incluso hay evidencia de que este mar fue originado por un gran graben geológico.
Alrededor de sus bordes se encuentran varios mares de menor tamaño. Hacia el sur se encuentran Mare Nubium y Mare Humorum; hacia el nordeste se encuentra, separado por los Montes Carpatus, el Mare Imbrium.
Las sondas lunares automáticas Luna 9, Luna 13, Surveyor 1 y Surveyor 3 y la misión Apolo 12 en la que viajaban los astronautas Pete Conrad y Alan Bean también alunizaron en el Océano de las Tormentas.